# 정보통신연구기구

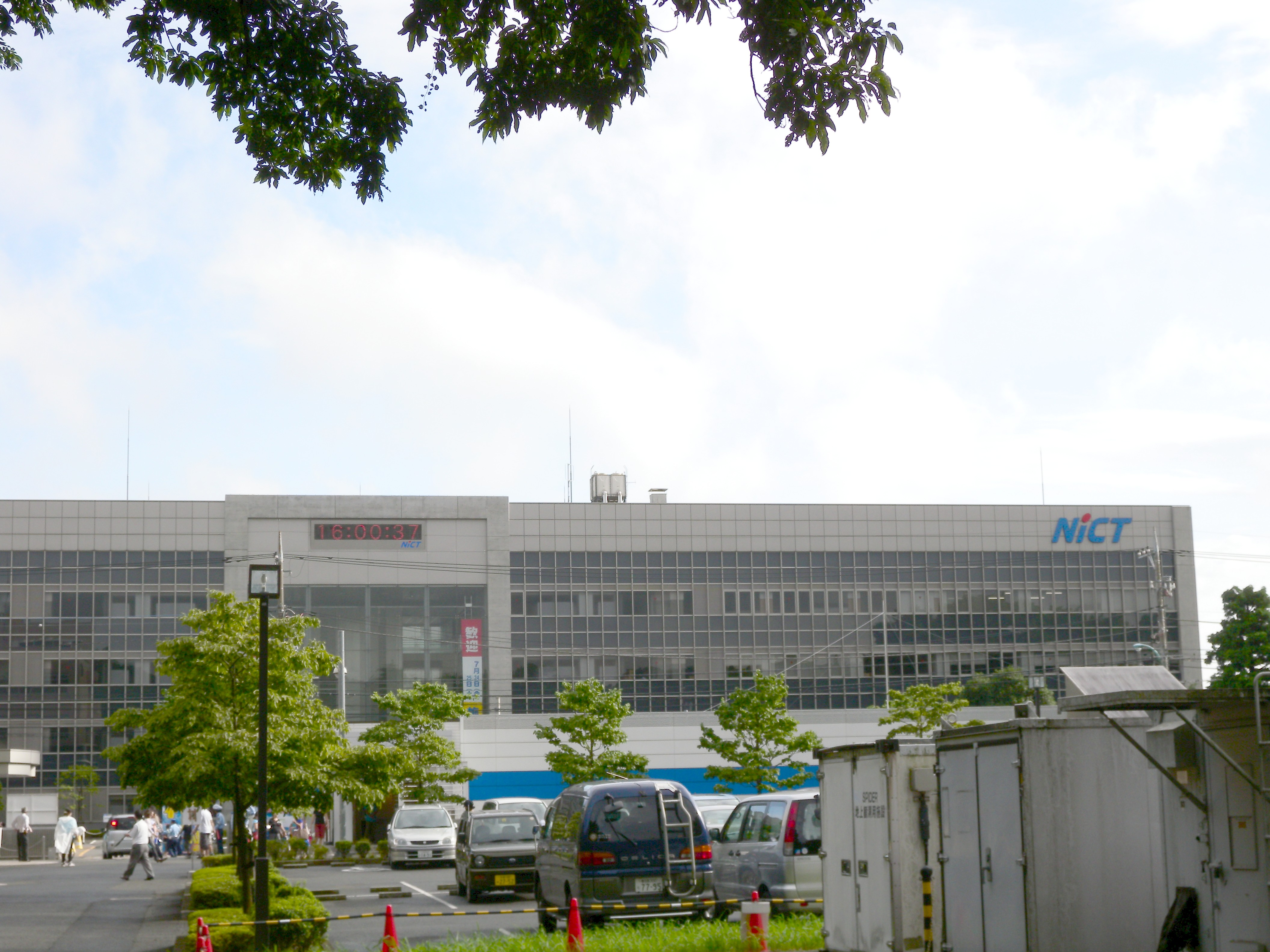
도쿄도 고가네이시의 NICT 건물

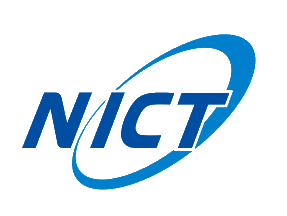
로고

정보통신연구기구(일본어: 情報通信研究機構, Jōhō Tsūshin Kenkyū Kikō, 영어: National Institute of Information and Communications Technology, NICT)는 일본의 정보통신 분야 주요 국립 연구소이다.
NICT는 2004년 일본통신연구소(1896년 설립)가 통신진흥기구(Telecommunications Advancement Organization)와 합병되면서 독립행정법인으로 설립됐다. 오늘날 NICT의 임무는 정보 통신 기술 분야의 연구 개발을 수행하는 것이다. 일본의 국가 주파수 및 시간 표준을 생성하고 전파하는 등 다양한 책임을 맡고 있다. 일본 전파법에 따라 GMDSS(Global Maritime Distress Safety System) 및 해양 레이더용 무선 장비의 형식 승인 테스트를 수행한다. 전리층과 우주 기후에 대한 정기적인 관측을 제공한다. 또한 저주파 시간 신호인 JJY를 작동한다.
2015년 8월 말, 연구소에서 개발한 테라헤르츠파 방사선 스캐너가 현재 2022년 발사 예정인 ESA의 목성 얼음 위성 탐사선이 탑재하는 장비 중 하나가 될 것이라고 발표되었다.

## 같이 보기
- 독립행정법인